# Gastern
Gastern – gmina targowa w Austrii, w kraju związkowym Dolna Austria, w powiecie Waidhofen an der Thaya. Według Austriackiego Urzędu Statystycznego liczyła 1 236 mieszkańców (1 stycznia 2014).